# Achlyonice
Genre
Achlyonice est un genre de concombres de mer des abysses de la famille des Elpidiidae.

## Liste des espèces
Selon World Register of Marine Species (17 février 2015) :
- Achlyonice ecalcarea Théel, 1879
- Achlyonice gilpinbrowni Pawson, 1965
- Achlyonice longicornis Bohn, 2006
- Achlyonice margitae Gebruk, 1997
- Achlyonice monactinica Ohshima, 1915
- Achlyonice myriamae Gebruk, 1997
- Achlyonice tui (Pawson, 1965)